# Pheropsophus fastigiatus
Pheropsophus fastigiatus is een keversoort uit de familie van de loopkevers (Carabidae). De wetenschappelijke naam is gepubliceerd in 1764 door Linnaeus.